# Stasys Pundzevičius
Stasys Pundzevičius, litovski general, * 1893, † 1980.